# Apollo e Dafni
Apollo e Dafni (titolo tradizionale Apollo e Marsia) è un dipinto a olio su tavola (21x39 cm) del Perugino, databile al 1483 circa e conservato nel Museo del Louvre di Parigi.

## Storia
Il dipinto viene in genere indicato come uno tra i più rappresentativi della committenza di Lorenzo il Magnifico, imbevuto di complessi significati legati alle dottrine dell'Accademia neoplatonica e con una lettura in chiave encomiastica e cristiana della mitologia antica. La stessa nudità dei protagonisti rimanda al mondo antico.
L'opera pervenne al Louvre per acquisto nel 1883, con l'attribuzione a Raffaello.

## Descrizione e stile
In un sereno paesaggio campestre, tra dolci colline che sfumano in lontananza punteggiate da segni della presenza umana, sono ritratti in primo piano Apollo stante a destra, col bastone e, appoggiata vicino a lui, la lira, suo tipico strumento, e un ragazzo seduto che suona il flauto a sinistra. Tradizionalmente il ragazzo è identificato con Marsia, ma studi più accurati, visto che il personaggio non è un satiro, hanno concluso che si tratti di Dafni, il giovane pastore inventore della zampogna e del canto bucolico che morì d'amore per Apollo.
"Dafni" infatti è simile per significato a Lorenzo (de' Medici), e la sua passione per Apollo è un'allusione alla vocazione per le arti, la bellezza e la poesia. La figura di Apollo cita la posa dell'Hermes di Prassitele, mentre Dafni riprende un Hermes a riposo di Lisippo. Queste citazioni dell'antico omaggiano la cultura umanistica e accrescono il carattere elitario dell'opera, capace di essere pienamente letta solo dalla ristretta cerchia degli accademici fiorentini e dei loro associati, con l'ambientazione naturale che diventa simbolo di un nuovo hortus conclusus, inteso come paradiso intellettuale. 
La composizione è bilanciata accuratamente, con una luce che modella dolcemente i corpi dei protagonisti, secondo un ideale di pacata armonia tipica delle corte medicea del tempo, che sottintende l'allegoria dell'armonia e della pace di Firenze sotto il Magnifico. Il paesaggio è privo di asperità in favore di dolci colline ondulate, senza né tempo né luogo.

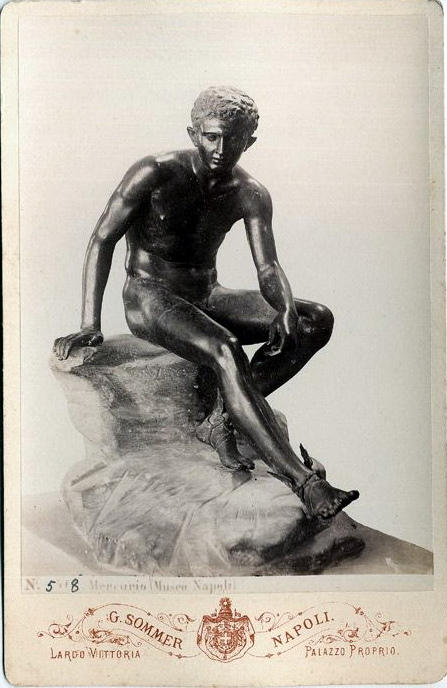
Lisippo, Hermes a riposo
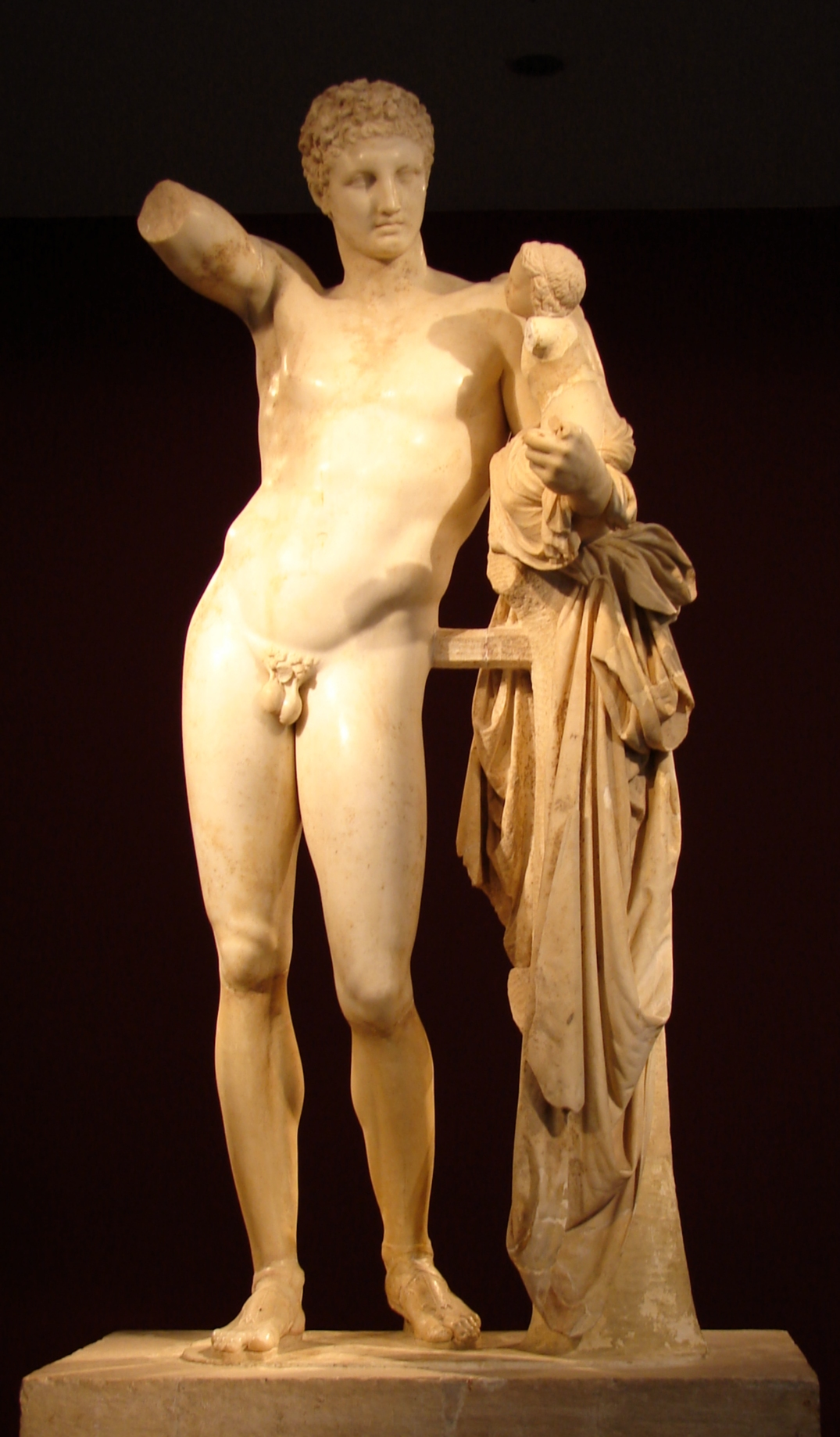
Prassitele, Hermes con Dioniso fanciullo